# Hipposideros bicolor
Hipposideros bicolor là một loài động vật có vú trong họ Dơi nếp mũi, bộ Dơi. Loài này được Temminck mô tả năm 1834.